# Adler Mannheim
Les Adler Mannheim (les Aigles de Mannheim) sont un club de hockey sur glace professionnel d'Allemagne, localisé à Mannheim dans le Bade-Wurtemberg. Le club évolue dans la plus haute division allemande, le championnat d'Allemagne élite, la Deutsche Eishockey-Liga (également désignée par le sigle DEL).

## Historique

### Création et interruption du club (1939-1943)
À l'initiative du champion olympique d'aviron Hugo Strauß, une section de patin à roulettes est créée au sein du club d'aviron Mannheimer RC ; Strauß utilise en effet le patinage comme entraînement pour l'aviron. Le patinage a d'abord lieu dans des endroits différends, jusqu'au printemps 1938 avec l'installation au Rhein-Neckar-Halle. Après la construction du Eisstadion am Friedrichspark en 1938, les quatre-vingt-trois adhérents de la section fondent, le 19 mai 1938, le Mannheimer Eis- und Rollsport-Club également appelé Mannheim ERC ou plus simplement MERC. L'équipe participe lors de sa première saison 1938-1939 au tour final pour la qualification dans le championnat allemand. Les archives du club situent le premier match de l'équipe le 19 février devant 5 000 personnes face au champion d'Allemagne, le SC Riessersee, et une défaite 11 à 0. La première équipe de Mannheim compte des joueurs du club mais également des renforts du club voisin des SC Forsthausstraße Francfort. Le lendemain, Riessersee et Mannheim se rencontrent à nouveau et cette fois l'équipe locale n'est constituée que de joueurs du clubs qui s'inclinent 15-1.
L'équipe s'engage pour la première fois dans le championnat national en 1940-1941 alors que l'équipe juniors se atteint la finale du championnat d'Allemagne. La saison suivante, de nombreuses équipes du championnat sont diminuées par la Seconde Guerre mondiale. Ainsi, le SC Riessersee et le Wiener Eissport-Gemeinschaft ne présentent pas d'équipe, si bien que la finale doit se disputer simplement entre Mannheim et LTTC Rot-Weiß Berlin, favoris de la finale. Mais celle-ci est annulée la veille de la date prévue en raison de la déclaration de guerre totale. Un nouveau championnat a lieu en 1942-1943 mais alors que Mannheim doit jouer sa demi-finale contre Rot-Weiß Berlin, la rencontre est une nouvelle fois annulée. En effet, le 5 juin 1943, le Eisstadion am Friedrichspark est détruit par les bombardements.

### Renaissance et établissement dans l'élite (1949-1965)
Après la fin de la Seconde Guerre mondiale en 1945, le hockey sur glace ne refait surface à Mannheim qu'en 1949. Le Friedrichspark  est reconstruit mais le MERC n'est plus le club de la région avec le vent en poupe. Ainsi, l'équipe de Mannheim dispute des matchs amicaux contre d'autres clubs de la région et des sélections de soldats. En 1951, le club participe de nouveau à un championnat local de deuxième division : la Landesliga de Bade-Wurtemberg, également désignée par le sigle LL BW. Après avoir raté de peu la montée en 1952-1953, la saison 1953-1954 est la bonne pour le club. Entraînée par l'Autrichien Kurt Kurz, l'équipe parvient à se défaire des clubs Berliner SC et de Rosenheim pour finir en tête du classement et monter en troisième division pour la saison 1954-1955, l'Oberliga. La première division ne réussit pas aux joueurs de Mannheim puisqu'ils terminent la saison à la dernière place avec seulement un match nul, contre le KTSV Preußen, et treize défaites dont un 1 à 22 face aux Krefeld Pinguine. L'équipe redescend donc dans la LL BW mais domine son sujet pour revenir en Oberliga dès la saison 1956-1957.
Onze équipes font désormais partie de la division et deux poules sont mises en place. Mannheim se place à la deuxième place du classement pour la poule nord derrière Rote Teufel Bad Nauheim, avec huit victoires et deux nuls. Lors de la poule finale jouée, les trois meilleures équipes de la poule sud, Bad Nauheim et Mannheim sont opposées et le MERC finit à la quatrième place du classement. Mannheim termine premier de la division nord saison régulière suivante mais se classe une nouvelle fois quatrième de la poule finale.
En 1958-1959, le hockey sur glace allemand se réorganise avec la création de la Bundesliga et une poule unique de huit équipes en élite, dont le MERC qui a un nouvel entraîneur en la personne de Bibi Torriani. Malgré ces changements en Allemagne et au sein du MERC, le hockey allemand est toujours dominé par l'EV Füssen qui remporte son septième titre d'affilée. Mannheim devient néanmoins un acteur essentiel de la nouvelle Bundesliga en finissant à la troisième place du classement derrière EC Bad Tölz mais devant SC Riessersee. Torriani quitte le club à la fin de la saison suivante alors que son équipe explose après un 7-0 contre Riessersee, le nouveau champion 1959-1960.
| Saison    | Division | Saison régulière             | Poule finale        |
| --------- | -------- | ---------------------------- | ------------------- |
| 1953-1954 | LL BW    | Première place               | Pas de phase finale |
| 1954-1955 | OL       | Huitième et dernière place   | Pas de phase finale |
| 1955-1956 | LL BW    | Première place               | Pas de phase finale |
| 1956-1957 | OL       | Deuxième place division nord | Quatrième place     |
| 1957-1958 | OL       | Première place division nord | Quatrième place     |
| 1958-1959 | 1.BL     | Troisième place              | Pas de phase finale |
| 1959-1960 | 1.BL     | Cinquième place              | Pas de phase finale |
| 1960-1961 | 1.BL     | Cinquième place              | Pas de phase finale |
| 1961-1962 | 1.BL     | Sixième place                | Septième place      |
| 1962-1963 | 1.BL     | Troisième place              | Troisième place     |
| 1963-1964 | 1.BL     | Septième place               | Sixième place       |
| 1964-1965 | 1.BL     | Quatrième place              | Troisième place     |

### Descente et remontée (1965-1978)
Au cours des années 1960, le MERC ne parvient pas à avancer. En 1970, elle lutte pour la première fois pour ne pas descendre et finit à la dixième place. Lors de la saison 1970-1971, l'équipe ne remporte que trois matchs, les spectateurs ne sont plus que 300 et à la fin de la saison aboutit à la relégation en seconde division. En raison des nombreux départs, l'équipe n'a que neuf joueurs opérationnels et termine quatrième. Dans les saisons suivantes, le club finit toujours entre la seconde et la cinquième mais pas à la première qualificative pour la division supérieure.
En 1976, le club de hockey devient autonome des sections des autres sports de glace, le patinage artistique et le patinage de vitesse. L'entraîneur Heinz Weisenbach construit une équipe plus compétitive qui parvient à la remontée en championnat élite avec une deuxième place quand il s'élargit de dix à douze clubs.
| Saison    | Division | Saison régulière | Poule finale |
| --------- | -------- | ---------------- | ------------ |
| 1965-1966 | 1.BL     | 5e place         | 4e place     |
| 1966-1967 | 1.BL     | 2e place         | 6e place     |
| 1967-1968 | 1.BL     | 3e place         | 5e place     |
| 1968-1969 | 1.BL     | 3e place         | 4e place     |
| 1969-1970 | 1.BL     | 9e place         | 2e place     |
| 1970-1971 | 1.BL     | 10e place        |              |
| 1971-1972 | OL       | 4e place         |              |
| 1972-1973 | OL       | 3e place         |              |
| 1973-1974 | 2.BL     | 2e place         |              |
| 1974-1975 | 2.BL     | 3e place         |              |
| 1975-1976 | 2.BL     | 5e place         |              |
| 1976-1977 | 2.BL     | 4e place         |              |
| 1977-1978 | 2.BL     | 2e place         |              |

### Les années du succès en Bundesliga (1978-1990)

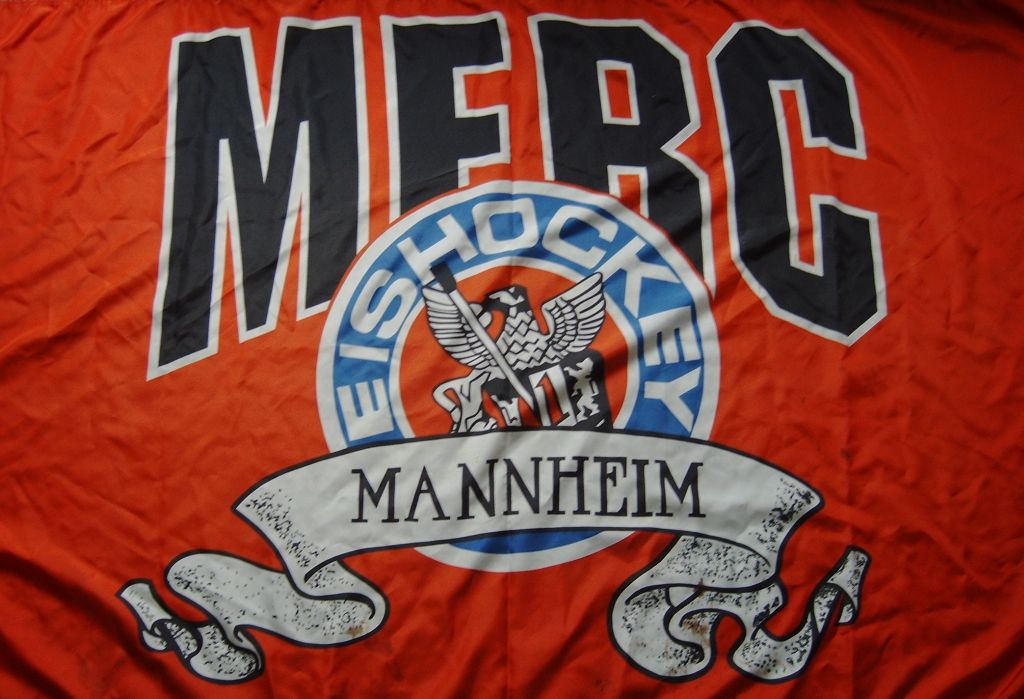
Logo du Mannheim-MERC sur un maillot de 1989

Avec un budget limité pour constituer une équipe de Bundesliga de qualité, Weisenbach va recruter des joueurs en Amérique, en priorité ceux qui ont des origines allemandes. Avec Harold Kreis, Manfred Wolf, Roy Roedger et Peter Ascherl, l'équipe se change en première « équipe germano-canadienne » de la Bundesliga. L'engagement du gardien de l'équipe nationale Erich Weishaupt suscite la polémique après la scission entre le Eishockey Berlin KG et le Berliner Schlittschuhclub ; la fédération devient médiateur de l'affaire, officialise le transfert et gagne en justice.
La sixième place en 1980 constitue la meilleure performance du club. L'arrivée de Ron Andruff et Holger Meitinger, de Marcus Kuhl et Peter Obresa, originaires de Mannheim renforce l'équipe. Au terme d'un second tour difficile, le MERC remporte son premier titre à l'avant-dernière journée.
Weisenbach quitte le club et le tchèque Ladislav Olejnik le remplace et mettra dix ans à façonner une équipe à son idée. Mais le budget reste mince; lors de la saison 1981-1982, seuls quatre défenseurs sont au niveau de l'élite.
En 1981, année où le championnat intègre les play-offs, Mannheim finit troisième. L'année suivante, elle perd en finale face aux Starbulls Rosenheim. Elle perd encore en finale contre l'EV Landshut en 1983 et encore contre les Starbulls Rosenheim en 1985.
L'année suivante, Olejnik part pour Rosenheim, Manfred Wolf, Roy Roedger et Andreas Niederberger quittent le club, les jeunes ne parviennent pas à les remplacer, le président Helmut Müller annonce sa démission après la défaite en quart de finale. Olejnik revient après une seule saison et le succès aussi. En 1987, le MERC perd en finale contre le Kölner Haie. Les saisons suivantes, il finit troisième puis quatrième.
| Saison    | Division | Saison régulière | Poule finale | Play-offs       |
| --------- | -------- | ---------------- | ------------ | --------------- |
| 1978-1979 | 1.BL     | 4e place         | 6e place     | –               |
| 1979-1980 | 1.BL     | 2e place         | Champion     | –               |
| 1980-1981 | 1.BL     | 3e place         | –            | 3e              |
| 1981-1982 | 1.BL     | 3e place         | –            | Finale          |
| 1982-1983 | 1.BL     | 2e place         | –            | Finale          |
| 1983-1984 | 1.BL     | 1re place        | –            | 3e              |
| 1984-1985 | 1.BL     | 3e place         | –            | Finale          |
| 1985-1986 | 1.BL     | 7e place         | –            | Quart de finale |
| 1986-1987 | 1.BL     | 4e place         | –            | Finale          |
| 1987-1988 | 1.BL     | 3e place         | –            | 3e              |
| 1988-1989 | 1.BL     | 3e place         | –            | Demi-finale     |
| 1989-1990 | 1.BL     | 7e place         | –            | Quart de finale |

### Menace de faillite et fondation de la DEL (1990-1996)
Olejnik part définitivement et le club n'atteint plus que les quarts ou demi-finales.
En 1994, le club a une dette de huit millions de marks. Les joueurs les mieux payés comme Jiří Lála ou Peter Draisaitl s'en vont, les autres acceptent la baisse d'un tiers du salaire.
Avec la fondation d'un nouveau championnat vraiment professionnel, la Deutsche Eishockey-Liga, le Mannheimer Eis- und Rollsport-Club devient une SARL et se baptise Die Adler Mannheim Eishockey, les Aigles de Mannheim.
Lors de la première saison de la DEL, les Adlers finissent troisième du championnat et perdent en quart de finale. En 1996, ils finissent sixième et perdent de nouveau en quart.
| Saison    | Division | Saison régulière | Play-offs       |
| --------- | -------- | ---------------- | --------------- |
| 1990-1991 | 1.BL     | 5e place         | Quart de finale |
| 1991-1992 | 1.BL     | 6e place         | Demi-finale     |
| 1992-1993 | 1.BL     | 5e place         | Demi-finale     |
| 1993-1994 | 1.BL     | 7e place         | Quart de finale |
| 1994-1995 | DEL      | 3e place         | Quart de finale |
| 1995-1996 | DEL      | 6e place         | Quart de finale |

### Ascension du plus grand champion de la DEL (depuis 1996)
L'arrêt Bosman, permettant à un joueur d'une nationalité de l'Union Européenne de choisir son club dans l'Union sans subir un nombre limite d'étrangers au sein de celui-ci, est mis en place. Le club de Mannheim en profite pour recruter des joueurs de France, d'Autriche, d'Italie et de Belgique. Les renforts s'intègrent immédiatement et aident l'équipe à terminer à la deuxième place de la saison régulière. Le Kölner Haie ne remportent pas un second titre d'affilée en perdant dans les séries trois matchs à rien contre Mannheim qui devient le champion. Le capitaine Harold Kreis, champion en 1980, met fin à sa carrière après ce titre en 1997.
La saison d'après, le titre est défendu avec succès. L'équipe gagne la saison régulière mais finit quatrième dans le tour qualificatif aux play-offs où les joueurs battent les Eisbären Berlin. Philippe Bozon est élu meilleur joueur de l'année.

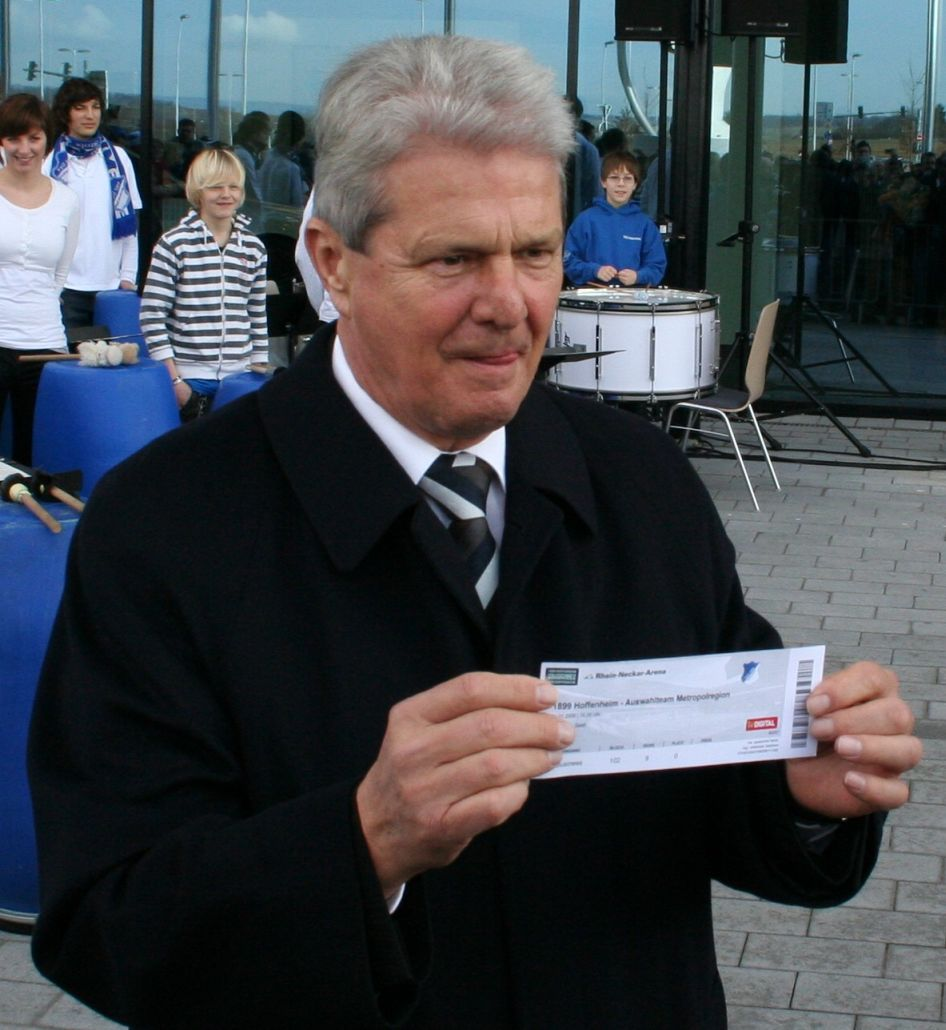
Dietmar Hopp

Durant l'été les problèmes économiques reviennent et sont résolus par l'investissement de Dietmar Hopp, fondateur de l'entreprise SAP. Lors de la saison 1998-1999, le club finit troisième régulier et gagne son troisième titre de la DEL en finale contre les Ice Tigers de Nuremberg, trois matchs à deux.
La saison 1999-2000 voit un club qui connaît beaucoup de changements. L'entraîneur Lance Nethery et des joueurs cadres partent, Chris Valentine arrive. Il n'atteint que les quarts de finale, mais Jan Alston finit meilleur buteur du championnat avec 74 points. Le travail de changement continue avec un nouvel entraîneur, Bill Stewart. Les Adlers établissent un record de 115 points en 60 matchs et gagnent un cinquième titre.
À l'été 2001, le club associatif originel, le MERC, est dissous. Les Adlers perdent leur titre en finale face au Kölner Haie, trois matchs à deux. En 2003, ils perdent encore contre eux en demi-finale mais ont remporté l'épreuve nouvellement créé de la Coupe d'Allemagne de hockey sur glace. En 2004, sixième de la saison régulière, ils sont éliminés en quart de finale contre les Hamburg Freezers.
En 2004-2005, Mannheim profite du lock-out de la Ligue nationale de hockey pour accueillir en Allemagne les Allemands Jochen Hecht et Sven Butenschön, le gardien de l'équipe de France Cristobal Huet et les défenseurs Andy Delmore et Yannick Tremblay. Néanmoins l'équipe finit à la même place qu'avant mais atteint la finale qu'elle perd en trois matchs contre les Eisbären Berlin.
Pour la saison 2005-2006, Mannheim a investi le plus grand budget de huit millions d'euros et a construit la SAP Arena, une salle omnisports très moderne. Mais elle finit dixième et n'atteint même pas les play-offs ; de plus, elle perd en finale de la coupe contre les DEG Metro Stars de Düsseldorf. Cependant la nouvelle salle a onze mille places occupées, ce qui en fait la quatrième plus grande assistance en Europe.

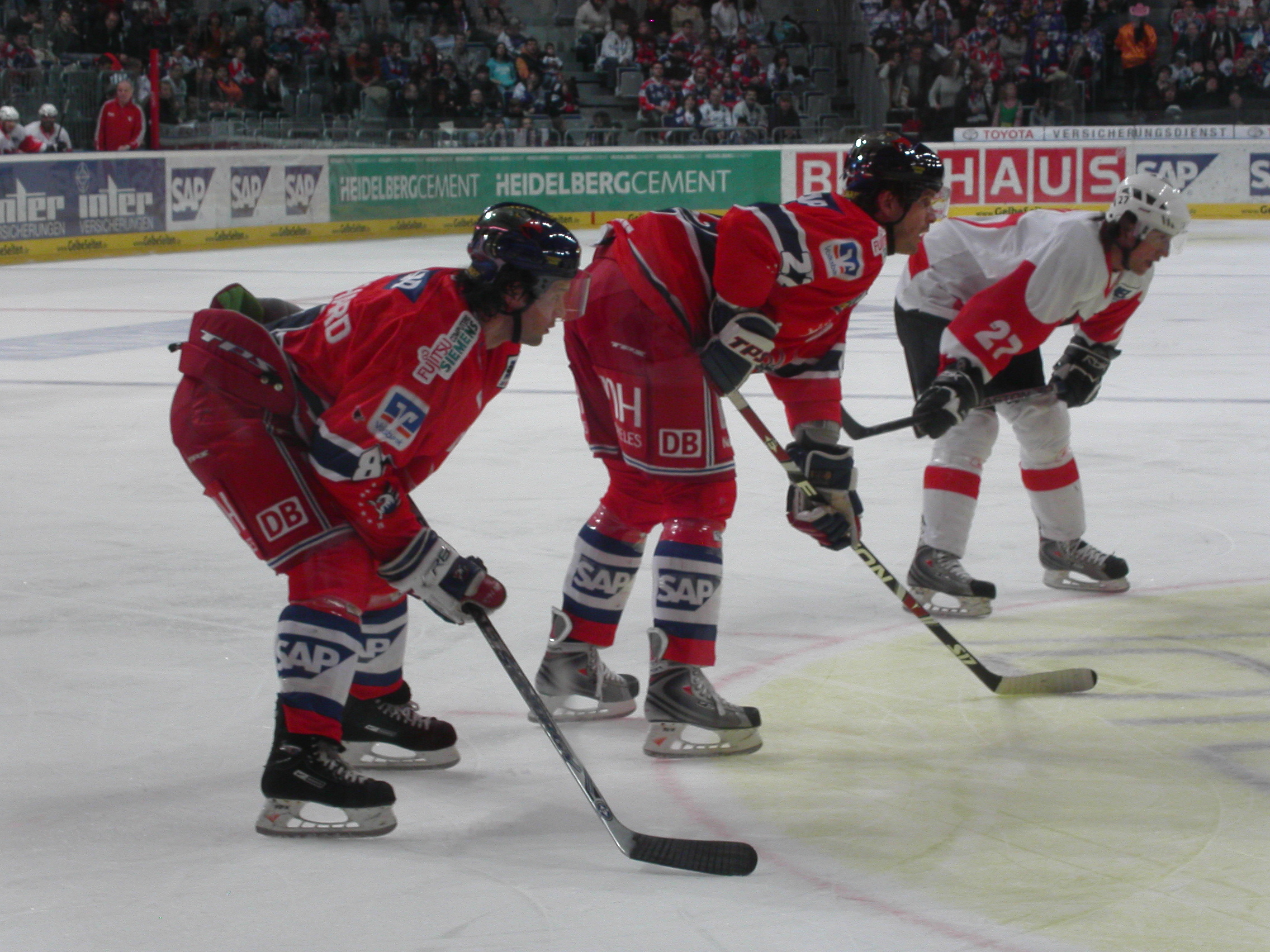
Francois Bouchard et Colin Forbes de l'équipe championne d'Allemagne en 2007

Lors de la saison 2006-2007, l'équipe renoue avec le succès avec un sixième titre de champion contre les Ice Tigers de Nuremberg et une seconde coupe contre Kölner Haie, c'est le premier doublé coupe-championnat. L'audience monte à douze mille personnes, la troisième assistance.
En 2008, après une saison régulière moyenne, les Adler Mannheim retrouvent Kölner Haie en quart de finale. Le 22 mars, à Cologne, pour gagner la troisième victoire décisive, les deux équipes jouent jusqu'à 168 minutes de jeu jusqu'à un but de  Philip Gogulla et une défaite 5 à 4 de Mannheim. Ce match est un record en Europe, le deuxième dans le monde (un match de la NHL a duré plus longtemps en 1936). La défaite fait partie d'une série perdue 4 matchs à 1.
En 2009, Mannheim a failli manquer les play-offs en finissant sur une longue série négative qui aboutit au licenciement de l'entraîneur Dave King. L'équipe atteint quand même une demi-finale perdue contre les Eisbären Berlin.
La saison suivante, l'équipe reste moyenne. Neuvième, elle atteint le tour qui lui ouvrirait les play-offs. Le nouvel entraîneur Doug Mason est lui aussi licencié, son adjoint Teal Fowler prend l'intérim. Elle rate les play-offs contre le Augsburger Panther. Cette contre-performance écarte cinq joueurs du groupe. La légende Harold Kreis devient entraîneur.
En 2010-2011, le club finit sixième de la saison régulière et s'arrête en quart de finale contre les DEG Metro Stars. Après, l'équipe rebâtie finit quatrième de la saison régulière et dispute la finale face aux Eisbären Berlin, actuel double champion. Durant le quatrième match de la série, à Mannheim, les Aigles mènent 5 à 2 au troisième tiers-temps mais Berlin parvient à gagner, à revenir à deux victoires partout. Berlin s'impose dans le cinquième et dernier match.
En 2012-2013, avec l'arrivée à cause du lock-out en NHL de Dennis Seidenberg, Jochen Hecht, Jason Pominville et Marcel Goc, Mannheim finit premier de la saison régulière et fait figure de favori avant les play-offs. Mais l'équipe se fait surprendre en quarts de finale par l'EHC Wolfsburg Grizzly Adams.
Au cours de la saison 2013-2014, après une série de défaites, les Adler Mannheim et Harold Kreis se séparent d'un commun accord le 31 décembre 2013. Hans Zach le remplace. Quatrième de la saison régulière, Mannheim s'arrête encore aux quarts de finale, battus 4 matches à 1 face aux Kölner Haie. Hans Zach se retire. Son successeur, Geoff Ward, est présenté le 19 juin au cours d'une conférence de presse. Ward a signé un contrat de trois ans, mais part à la fin de la saison.
Lors de la saison 2014-2015, les Adler Mannheim finissent premier du championnat régulier. En play-offs, ils éliminent les Ice Tigers de Nuremberg en quart de finale puis les Grizzlys Wolfsbourg en demi-finale. En finale, l'équipe rencontre l'ERC Ingolstadt, le tenant du titre du championnat. Alors qu'Ingolstadt mène deux matchs à rien, les Aigles parviennent à égaliser puis à gagner les quatre matchs suivants et devient champion d'Allemagne pour la septième fois.

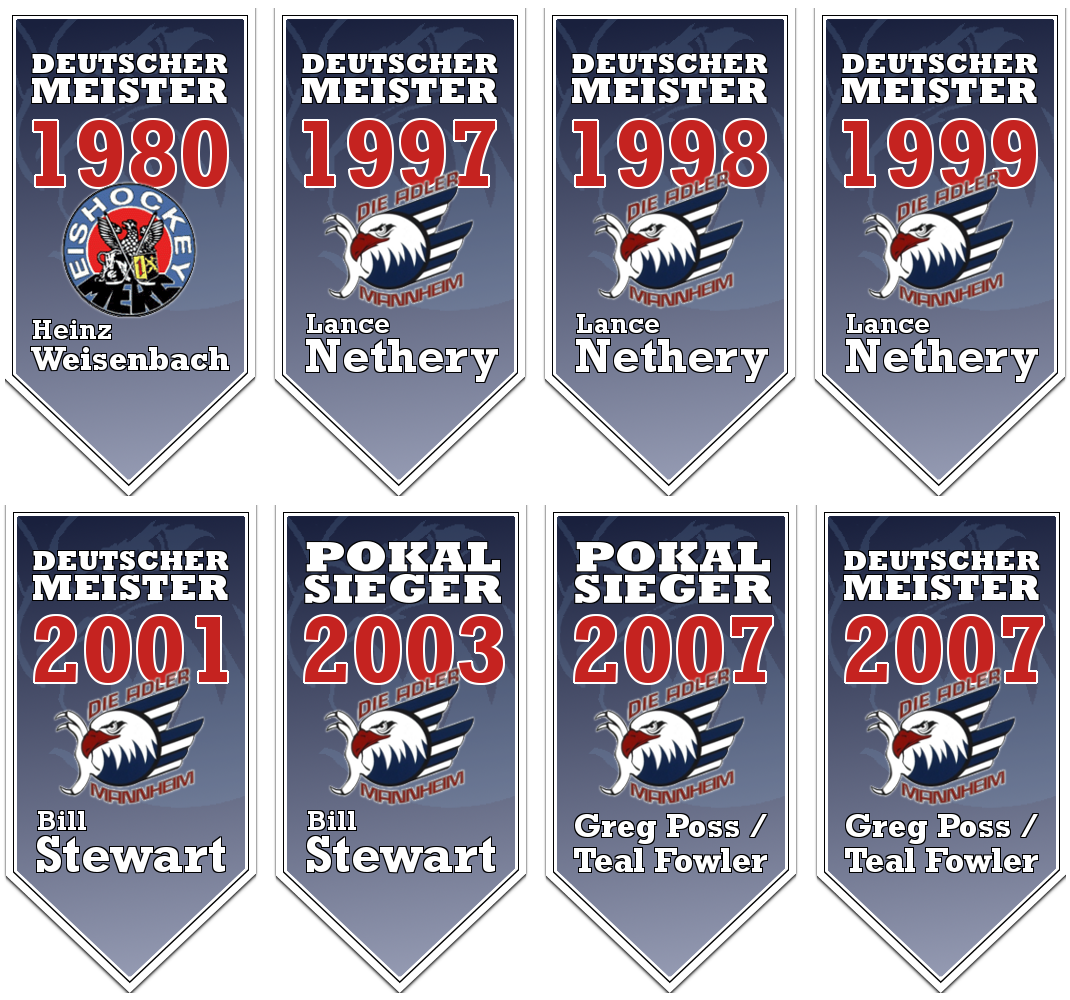
Les fanions rappelant les titres de champion dressés au-dessus de la patinoire

| Saison    | Division | Saison régulière | Poule finale | Play-offs        |
| --------- | -------- | ---------------- | ------------ | ---------------- |
| 1996-1997 | DEL      | 2e place         | 1re place    | Champion         |
| 1997-1998 | DEL      | 1re place        | 4e place     | Champion         |
| 1998-1999 | DEL      | 3e place         | –            | Champion         |
| 1999-2000 | DEL      | 5e place         | –            | Quart de finale  |
| 2000-2001 | DEL      | 1re place        | –            | Champion         |
| 2001-2002 | DEL      | 2e place         | –            | Finale           |
| 2002-2003 | DEL      | 4e place         | –            | Demi-finale      |
| 2003-2004 | DEL      | 6e place         | –            | Quart de finale  |
| 2004-2005 | DEL      | 6e place         | –            | Finale           |
| 2005-2006 | DEL      | 10e place        | –            | –                |
| 2006-2007 | DEL      | 1re place        | –            | Champion         |
| 2007-2008 | DEL      | 6e place         | –            | Quart de finale  |
| 2008-2009 | DEL      | 4e place         | –            | Demi-finale      |
| 2009-2010 | DEL      | 9e place         | –            | Pré-Playoffs     |
| 2010-2011 | DEL      | 7e place         | –            | Quart de finale  |
| 2011-2012 | DEL      | 4e place         | –            | Finale           |
| 2012-2013 | DEL      | 1re place        | –            | Quarts de finale |
| 2013-2014 | DEL      | 4e place         | –            | Quarts de finale |
| 2014-2015 | DEL      | 1re place        | –            | Champion         |

## Palmarès
- Vainqueur de la Deutsche Eishockey-Liga : 1980, 1997, 1998, 1999, 2001, 2007, 2015, 2019.
- Vainqueur de la Coupe d'Allemagne : 2003 et 2007.

## Joueurs

### Effectif des équipes championnes

#### Championne d'Allemagne 1980
- Gardiens : Erich Weishaupt, Joachim Casper
- Défenseurs : Harold Kreis, Werner Jahn, Brent Meeke, Boguslav Malinowski, Norbert Mundo
- Attaquants : Marcus Kuhl, Ron Andruff, Holger Meitinger, Peter Obresa, Manfred Wolf, Dan Djakalovic, Peter Ascherl, Elias Vorlicek, Klaus Mangold, Jürgen Adams, Jörg Etz, Roy Roedger
- Entraîneur : Heinz Weisenbach

#### Championne d'Allemagne 1997
- Gardiens : Joachim Appel, Mike Rosati
- Défenseurs : Harold Kreis, Paul Stanton, Christian Lukes, Robert Nardella, Alexander Erdmann, Stéphane Richer, Martin Ulrich, Mike Pellegrims
- Attaquants : Steve Thornton, Mario Gehrig, Pavel Gross, Dave Tomlinson, Daniel Körber, Robert Cimetta, François Guay, Jochen Hecht, Florian Keller, Till Feser, Philippe Bozon, Tommie Hartogs, Alexander Serikow, Christian Pouget, Dieter Kalt, Paul Beraldo
- Entraîneur : Lance Nethery

#### Championne d'Allemagne 1998
- Gardiens : Klaus Merk, Mike Rosati, Christian Künast
- Défenseurs : Darren Rumble, Gordon Hynes, Paul Stanton, Christian Lukes, Mike Posma, Christopher Felix, Stéphane Richer, Martin Ulrich, Mike Pellegrims, Alexander Erdmann
- Attaquants : Mario Gehrig, Pavel Gross, Dave Tomlinson, Philippe Bozon, Robert Cimetta, François Guay, Jochen Hecht, Ole Dahlström, Mike Hudson, Alexander Serikow, Christian Pouget, Denis Chassé, Ron Pasco, Daniel Marois, Philip Schumacher, Dieter Kalt
- Entraîneur : Lance Nethery

#### Championne d'Allemagne 1999
- Gardiens : Sven Rampf, Pavel Cagas, Danny Lorenz, Helmut de Raaf
- Défenseurs : Gordon Hynes, Paul Stanton, Reid Simonton, Christian Lukes, Denis Perez, Stéphane Richer, Mike Pellegrims, Michael de Angelis, Brian Tutt
- Attaquants : Mark Etz, Pavel Gross, Dave Tomlinson, Philippe Bozon, Kevin Miehm, Jason Young, Ron Pasco, Mike Hudson, Alexander Serikow, Christian Pouget, Mike Stevens, Philip Schumacher, Jan Alston, Jackson Penney
- Entraîneur : Lance Nethery

#### Championne d'Allemagne 2001
- Gardiens : Mike Rosati, Robert Müller, Helmut de Raaf
- Défenseurs : Bradley Bergen, Andy Roach, Christian Lukes, François Groleau, Stéphane Richer, Yves Racine, Dennis Seidenberg, Gordon Hynes, Michael Bakos
- Attaquants : Mark Etz, Dave Tomlinson, Steve Junker, Wayne Hynes, Devin Edgerton, Ron Pasco, Mark Pederson, Georg Hessel, Todd Hlushko, Mike Stevens, Jan Alston, Jean-François Jomphe, Daniel Hilpert, Chris Straube, Jackson Penney
- Entraîneur : Bill Stewart

#### Championne d'Allemagne 2007
- Gardiens : Jean-Marc Pelletier, Ilpo Kauhanen, Danny aus den Birken, Robert Müller
- Défenseurs : Blake Sloan, Sven Butenschön, Pascal Trepanier, François Bouchard, Martin Ančička, Felix Petermann, Stephan Retzer
- Attaquants : Nathan Robinson, Eduard Lewandowski, Jason Jaspers, Tomáš Martinec, Christoph Ullmann, René Corbet, Colin Forbes, Rico Fata, Jeff Shantz, François Méthot, Ronny Arendt, Marcus Kink, Rick Girard, Fabio Carciola, Sachar Blank
- Entraîneur : Greg Poss

#### Championne d'Allemagne 2015
- Gardiens : Dennis Endras, Philip Lehr, Youri Ziffzer
- Défenseurs : Sinan Akdağ, Dominik Bittner, Steven Bär, Christopher Fischer, Nikolai Goc, Bobby Raymond, Denis Reul, Danny Richmond, Dorian Saeftel, Steve Wagner
- Attaquants : Alexander Ackermann, Ronny Arendt, Martin Buchwieser, Jochen Hecht, Kai Hospelt, Mirko Höfflin, Andrew Joudrey, Marcus Kink, Frank Mauer, Glen Metropolit, Adam Mitchell, Matthias Plachta, Jonathan Rheault, Jamie Tardif, Christoph Ullmann

#### Championne d'Allemagne 2019
- Gardiens : Dennis Endras, Chet Pickard
- Défenseurs : Sinan Akdağ, Mark Katic, Cody Lampl, Joonas Lehtivuori, Thomas Larkin, Brendan Mikkelson, Janik Möser, Denis Reul, Moritz Seider
- Attaquants : Luke Adam, Tim Bernhardt, Andrew Desjardins, Markus Eisenschmid, Garret Festerling, Marcel Goc, Tommi Huhtala, Phil Hungerecker, Marcus Kink, Chad Kolarik, Nicolas Krämmer, Alex Lambacher, Matthias Plachta, Brent Raedeke, Ben Smith, David Wolf

### Joueurs emblématiques

#### Numéros retirés
Cinq numéros portés par d'anciens joueurs ont été « retirés ». Pour commémorer les lauréats, des bannières sont accrochées au toit de la SAP Arena. La liste des joueurs en question est la suivante :
- le numéro 2 de Werner Lorenz, défenseur entre 1956 et 1964. Plus jeune buteur du club (à l'âge de 17 ans en 1954), il joue 750 matchs avec celui-ci et assiste à sa professionnalisation avec la création de la Bundesliga en 1958.
- le numéro 3 d'Harold Kreis, défenseur au club entre 1978 et 1997. Le Canadien a joué pour le MERC puis Adler Mannheim de 1978 à 1997 et fait partie des équipes championnes en 1980 et 1997. Kreis a été le capitaine du MERC et de l'équipe d'Allemagne. Il est devenu l'entraîneur adjoint de 1997 à 2000 puis l'entraîneur depuis 2010[3].
- le numéro 10 de Kurt Sepp, attaquant de 1956 à 1967, entraîneur entre 1967 et 1968. Il a marqué 115 buts en dix saisons.
- le numéro 12 de Bruno Guttowski, défenseur de 1955 à 1964, entraîneur de 1955 à 1956, de 1959 à 1961 et de 1969 à 1972. Il est l'un des meilleurs défenseurs en huit saisons, marquant 71 buts ; lors de son dernier but, il a 39 ans et 2 mois, devenant le plus vieux buteur du club.
- le numéro 15 de Marcus Kuhl, attaquant de 1979 à 1982 puis entre 1985 et 1991. Kuhl remporte le championnat en 1980. Il est sélectionné cent-soixante fois en équipe nationale. Depuis 1994 Kuhl est manager et a remporté cinq autres titres de champion.
- le numéro 20 de René Corbet, attaquant entre 2001 et 2009. Le Canadien a porté le maillot de Mannheim de 2001 à 2009, finissant capitaine et a remporté le titre de 2003 et la Coupe en 2003 et 2007. En Ligue nationale de hockey, il a joué pour les Flames de Calgary, les Penguins de Pittsburgh et l'Avalanche du Colorado avec qui il remporte la Coupe Stanley en 1996[4].
- le numéro 25 de Stéphane Richer, défenseur entre 1995 et 2002. Le Canadien quitte la LNH en 1995 pour les Adlers jusqu'en 2002, remportant quatre titres de champion. Après être devenu entraîneur, il perd une finale contre Eisbären Berlin.
- le numéro 80 de Robert Müller. Müller est le gardien des Aigles de 2000 à 2002 puis de 2006 à 2007. Il y gagne de deux de ses trois titres de champion. En équipe nationale, il a participé à deux Jeux Olympiques et neuf championnats du monde.

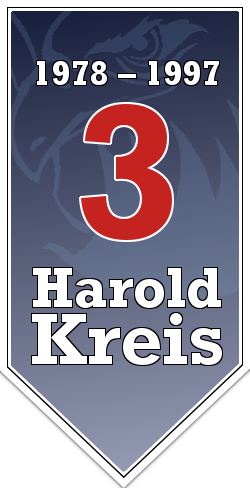
Bannière pour Kreis
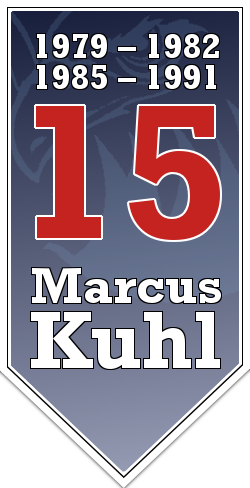
Bannière pour Kuhl
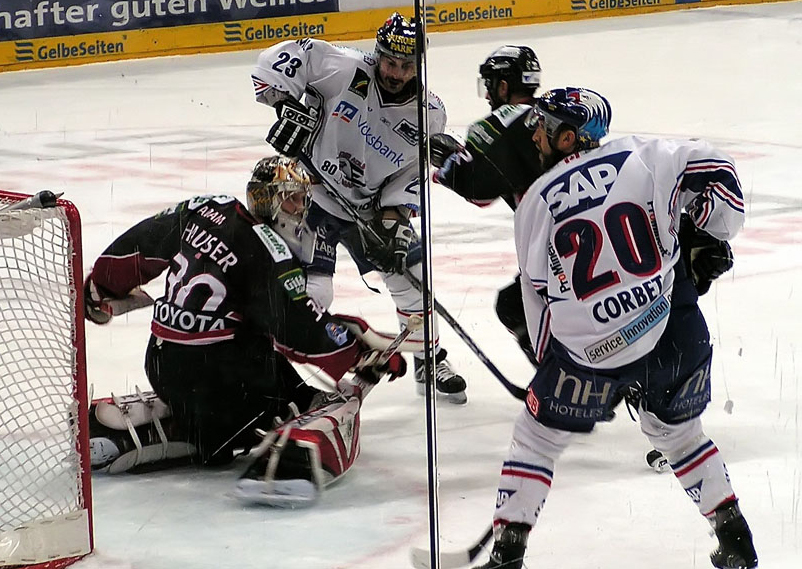
Corbet de dos avec le no 20
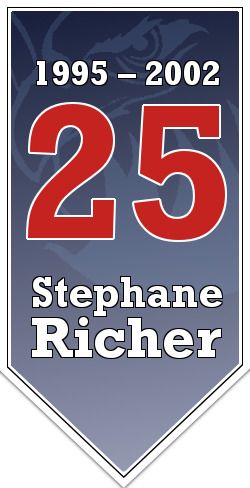
Bannière en l'honneur de Richer

#### Membres du Temple de la renommée du hockey allemand
(Période et position entre parenthèses)
| - Canada Bobby Bell (1940–1941, entraîneur) Bell a entraîné dans les années 1930 et 40 des équipes suisses et allemandes. Il est l'entraîneur de l'équipe d'Allemagne de 1936 à 1939. | - Autriche Friedrich Demmer Demmer a participé avec l'équipe d'Autriche aux Jeux Olympiques de 1936 et 1948 et dans de nombreux clubs allemands. | - Allemagne République tchèque Peter Draisaitl (1983–1990, 1992–1994, attaquant) Natif de République tchèque, il a porté 146 fois le maillot de l'équipe d'Allemagne et a joué de 1983 à 1990 et de 1992 à 1994, pour le MERC, devenant deux fois vice-champion. | - Autriche Walter Feistritzer Feistritzer participe avec l'équipe d'Autriche aux Jeux Olympiques de 1948 à Saint-Maurice. |
| - Allemagne Bruno Guttowski (défenseur) Guttowski joue dans les années 1950. En seconde division, avec le MERC, le défenseur marque six points durant la saison 1958/59. | - Allemagne Georg Holzmann (1986–1988, attaquant) L'attaquant a durant vingt ans dans l'élite, de 1978 à 1998, dont Mannheim en 1986 et 1988. En équipe nationale Holzmann participe à deux Jeux Olympiques und sept championnats du monde.                                                        | - Allemagne Matthias Hoppe (1977–1978, gardien) Gardient de l'équipe nationale | - Allemagne Canada Harold Kreis (1978–1997 défenseur, 1997–2000 entraîneur adjoint, depuis 2011 entraîneur) Longtemps capitaine, Kreis a joué de 1978 à 1997 pour le Mannheimer ERC puis les Adler Mannheim et champion d'Allemagne en 1980 et 1997. Ensuite il devient entraîneur adjoint de 1997 à 2000 et entraîneur depuis 2011 |
| - Allemagne Marcus Kuhl (1979–1982, 1985–1991, attaquant, depuis 1994 Manager) L'ailier gagne avec le Mannheimer ERC le championnat 1980 et porte 160 fois le maillot de l'équipe d'Allemagne. Depuis 1994 Kuhl est Manager en remporte avec les Aigles cinq championnats. | - Allemagne Robert Müller (2000–2002, 2006–2008, gardien) Champion d'Allemagne en 2001 avec les Adlers. | - Allemagne Andreas Niederberger (1983–1985, attaquant) Niederberger a été élu avec le MERC révélation de l'année 1983. Au cours de sa carrière, il gagne cinq championnats et participe avec l'Allemagne à quatre Jeux Olympiques et dix championnats du monde. | - République tchèque Ladislav Olejnik (1980–1985, 1986–1989, entraîneur) Olejnik mène le Mannheimer ERC entre 1980 et 1989 à quatre titres de vice-champion et est en 1990 avec Erich Kühnhackl le sélectionneur de l'équipe d'Allemagne.                                                                                           |
| - Allemagne Helmut de Raaf (depuis 1998, gardien/entraîneur) L'ancien gardien de but est détenteur du record avec neuf titres de champion allemand, dont deux avec l'Adler Mannheimen 1998 et 1999. Depuis 1999, il entraîne les aiglons, avec qui il est six fois en 2002 et 2008 champion de la ligue allemande junior. En 2004, il est brièvement l'entraîneur de l'équipe professionnelle. | - Allemagne Canada Roy Roedger (1979–1985, Sturm) L'attaquant est avec Manfred Wolf et Harold Kreis le premier Canadien à adopter la sélection allemande et devient champion d'Allemagne en 1980. Avec l'équipe nationale allemande Rodger joue deux Jeux olympiques et six Championnats du Monde. | - Allemagne Kurt Sepp Quatre fois champion d'Allemagne avec l'EV Füssen dans les années 1950. | - Canada Frank Trottier (1964–1967, entraîneur) Le Canadien entraîne plusieurs équipes de l'élite, notamment de 1964 à 1967 le Mannheimer ERC. |
| - Allemagne Erich Weishaupt (1978–1983, Gardien) L'ancien gardien de but international a rejoint en 1978 Mannheim, où il a pu remporter son deuxième championnat d'Allemagne en 1980. | - Allemagne Canada Manfred Wolf (1979–1985, 1990–1992, attaquant) Wolf est arrivé du Canada en 1979 au Mannheim ERC, avec laquelle il gagne le championnat allemand en 1980. En 1990 à 1992 il est de retour à Mannheim.                                                                           | | |

### Records de Mannheim en DEL
| Meilleurs statistiques durant leur présence au club |                 |                                             |
| Catégorie                                           | Nom             | Nombre                                      |
| Meilleur joueur                                     | Stéphane Richer | 422 (en six saisons)                        |
| Meilleur buteur                                     | René Corbet     | 137 (en sept saisons)                       |
| Meilleur passeur                                    | Pavel Gross     | 206 (en cinq saisons)                       |
| Meilleur pointeur                                   | Dave Tomlinson  | 308 (121 buts et 187 passes en six saisons) |
| Meilleur prisonnier                                 | Mike Stevens    | 980 (en quatre saisons)                     |

## Entraîneurs
| Anciens entraîneurs |                                     |           |                        |
| Saison              | Entraîneur                          | Saison    | Entraîneur             |
| 1939–1940           | Toni Lindner Hugo Strauß            | 1972–1976 | Eugen Seidl            |
| 1940–1941           | Bobby Bell Josef Göbl               | 1976–1980 | Heinz Weisenbach       |
| 1941–1943           | Josef Göbl                          | 1980–1985 | Ladislav Olejnik       |
| 1948–1951           | Wolfgang Lehr                       | 1985      | Wilbert Duszenko       |
| 1951–1952           | Toni Kartak                         | 1985–1986 | Doug Kacharvich        |
| 1952–1953           | Erich Schif Heinz Schneekloth       | 1986–1989 | Ladislav Olejnik       |
| 1953–1954           | Kurt Kurz (joueur-entraîneur)       | 1989–1990 | Claes-Göran Wallin     |
| 1954–1955           | Gerhard Wesselowski                 | 1990      | Heinz Weisenbach       |
| 1955–1956           | Erich Konecki Bruno Guttowski       | 1990–1991 | Olle Öst               |
| 1956–1957           | Erich Konecki                       | 1991–1993 | Jiří Kochta            |
| 1957–1958           | Toni Kartak                         | 1993–1994 | Craig Sarner           |
| 1958–1959           | Richard Torriani                    | 1994–1999 | Lance Nethery          |
| 1959–1960           | Richard Torriani Bruno Guttowski    | 1999–2000 | Chris Valentine        |
| 1960–1961           | Bruno Guttowski                     | 2000–2004 | Bill Stewart           |
| 1961–1962           | Hal Schooley Bruno Guttowski        | 2004      | Helmut de Raaf         |
| 1962–1963           | Lorne Trottier                      | 2004–2005 | Stéphane Richer        |
| 1963–1964           | Sonny Rost                          | 2005–2006 | Greg Poss              |
| 1964–1967           | Frank Trottier                      | 2006–2007 | Greg Poss Teal Fowler  |
| 1967–1968           | Kurt Sepp                           | 2007–2009 | Dave King Teal Fowler  |
| 1968–1969           | Ed Reigle                           | 2009      | Teal Fowler (Intérim)  |
| 1969–1970           | Bruno Guttowski                     | 2009–2010 | Doug Mason Teal Fowler |
| 1970–1971           | Ulrich Finger Bruno Guttowski       | 2010      | Teal Fowler            |
| 1971–1972           | Bruno Guttowski Gerhard Schuhmacher | 2010-2013 | Harold Kreis           |
|                     |                                     | 2014      | Hans Zach              |
|                     |                                     | 2014-2015 | Geoff Ward             |
|                     |                                     | 2015-2016 | Greg Ireland           |
|                     |                                     | 2016      | Craig Woodcroft        |
|                     |                                     | 2016-2017 | Sean Simpson           |
|                     |                                     | 2017-2018 | Bill Stewart           |
|                     |                                     | 2018-...  | Pavel Gross            |

Depuis sa création en 1938, le club de hockey a connu des entraîneurs d'au moins sept nationalités différentes. Toni Lindner est le premier entraîneur en 1939, suivi de Hugo Strauß et Bobby Bell, le premier étranger.
Il y a eu 18 Allemands, 11 Canadiens le plus souvent durant les années 1960.
Les entraîneurs qui sont restés le plus longtemps sont le Canadien Lance Nethery de 1994 à 1999 et le Tchèque Ladislav Olejnik de 1981 à 1985 puis de 1986 à 1989. Bruno Guttowski a partagé l'entraînement durant six saisons de 1959 à 1962 et 1969 à 1972.
Lance Nethery est celui qui a fait gagner le plus de titres de championnats au club, trois : 1997, 1998, 1999. Heinz Weisenbach (1980), Bill Stewart (2001), Greg Poss et Teal Fowler (2007) ont donné aussi le titre. Greg Poss et Teal Fowler ont remporté la Coupe d'Allemagne en 2003 et 2007. Les vices-championnats sont l'œuvre de Ladislav Olejnik (1982, 1983, 1985 et 1987) et Stéphane Richer (2005).

## Sections internes
Seuls les sections amateur et mineur constituent encore le Mannheimer Eis- und Rollsport-Club.
L'ancien MERC a fait faillite en 2001. En 1976, le patinage artistique et le patinage de vitesse ont pris leur indépendance. En 2010, le club de hockey des jeunes, jusqu'alors indépendant, s'intègre au Alder Mannheim et devient le MERC-Jungadler Mannheim, qu'on peut surnommer les Aiglons. De plus, de 1982 à 2005, il y a une équipe féminine « Mannheimer ERC Wild Cats ».

### Mannheimer ERC amateur
L'équipe amateur devient en 2005 vice-championne de la division régionale de Bade-Wurtemberg et accède à une montée en Oberliga qu'elle refuse pour des raisons financières. En 2006, elle devient championne de Bade-Wurtemberg et refuse encore l'accession pour les mêmes raisons. En 2007, elle termine sixième. Puis en 2008, elle remporte la saison régulière mais échoue dans le tournoi d'accession.

### Les Aiglons
À la fondation du MERC, l'investissement dans la jeunesse est telle qu'elle atteint en 1941 la finale du championnat. Après une longue existence, des décennies en partie couronnées de succès, en 1999, Dietmar Hopp crée aussi un centre de formation de niveau professionnel. Il s'agit d'un internat de jeunes de toute l'Allemagne dont l'ancien gardien Helmut de Raaf est le directeur général. En 2000-2001, l'équipe des moins de 18 ans devient vice-championne du championnat junior puis enchaîne les titres entre 2002 et 2006. En 2010 et 2012, l'équipe des moins de 18 ans remporte à nouveau le titre junior de la Deutsche Nachwuchs Liga,.
Ils se partagent entre Mannheimer ERC amateur et Heilbronner Falken qui joue en Championnat d'Allemagne de hockey sur glace D2 afin d'acquérir de l'expérience.

### L'équipe féminine: Mannheimer ERC Wild Cats
L'équipe féminine de Mannheim ERC est fondée en 1982 sous le nom de « Mannheimer ERC Bob Cats ». En 1984, elle joue dans le championnat de Bade-Wurtemberg. Elles remportent une place pour la finale nationale du championnat d'Allemagne à l'issue de la saison 1986-1987 mais sont éliminés en demi-finales par l'équipe d'Esslingen. Elles prennent leur revanche en étant championne les trois saisons suivantes,, puis de nouveau en 1992.
Après un bouleversement dans l'équipe et une relégation, elles sont de nouveau championnes en 1998-1999. Au cours de la saison 2005-2006, l'équipe déclare forfait après que quatre joueuses aient démissionné sans qu'elles soient remplacées.

## Patinoires

### Eisstadion am Friedrichspark

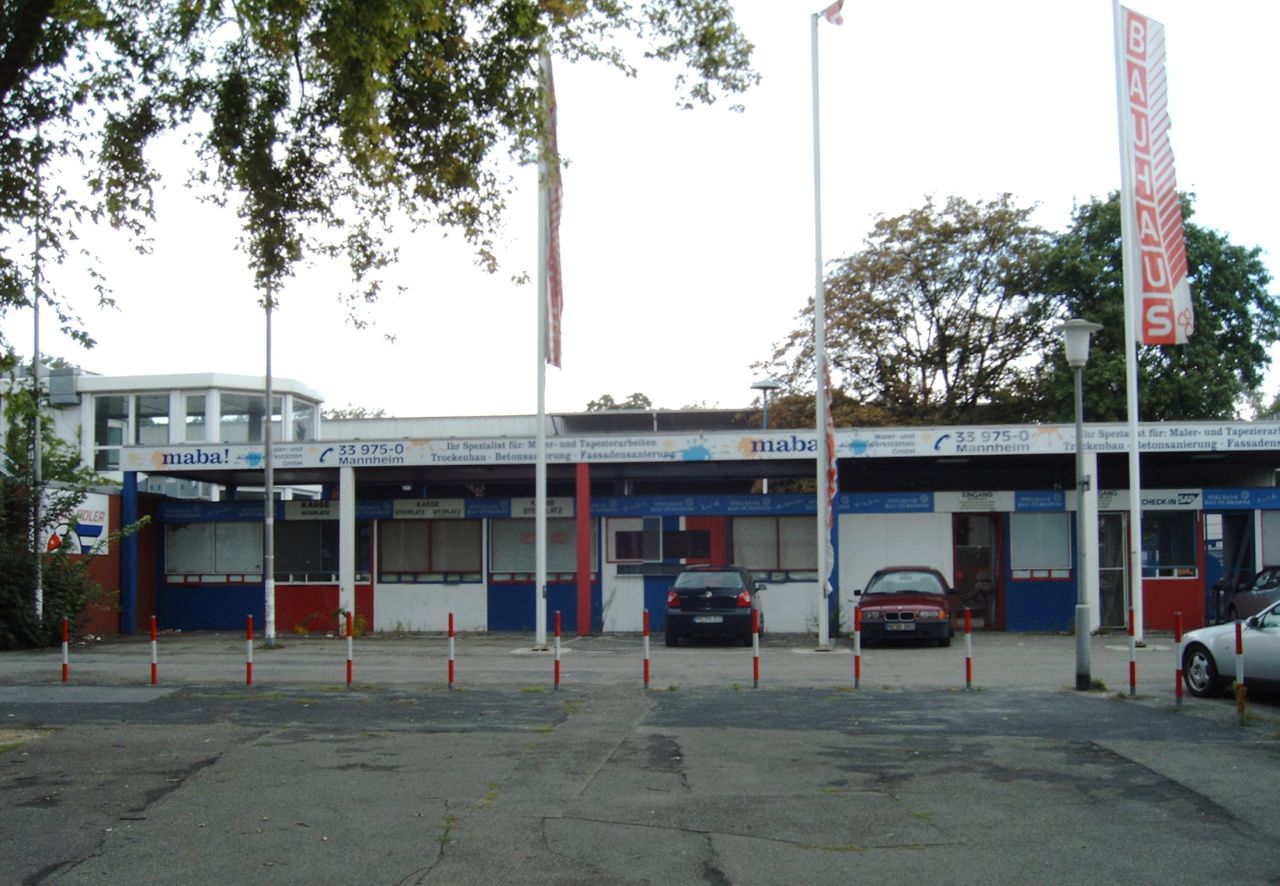
Eisstadion am Friedrichspark

L'Eisstadion am Friedrichspark ouvre en 1939 non loin du château de Mannheim. Il a été construit selon les plans de Richard Pabst, l'architecte du stade des Jeux olympiques d'hiver de 1936 à Garmisch-Partenkirchen. Détruit par les bombardements en 1943, il est reconstruit en 1949 de façon plus simple et avec un toit ouvert. De 1959 à 1962, les gradins ont une couverture puis totalement en 1969. L'Eisstadion am Friedrichspark connaît des ouvertures sur trois côtés ainsi qu'entre la surface de jeu et la tribune des spectateurs, si bien que la neige ou le brouillard ont pu s'introduire et interrompre les matchs. À son apogée, 11 000 personnes ont été admises, plus tard la capacité a été limitée pour des raisons de sécurité à environ 8 200.
Le stade est usé, la ville de Mannheim, propriétaire, ne peut pas procéder aux réparations. Dans les années 1980, certaines chaînes de télévision refusent en raison de mauvaises conditions de travail de procéder à des émissions en direct. On réfléchit alors à une nouvelle patinoire. En 1988, il brûle entièrement, après quoi il est décidé de construire un nouveau stade de 15 000 places.

### SAP-Arena

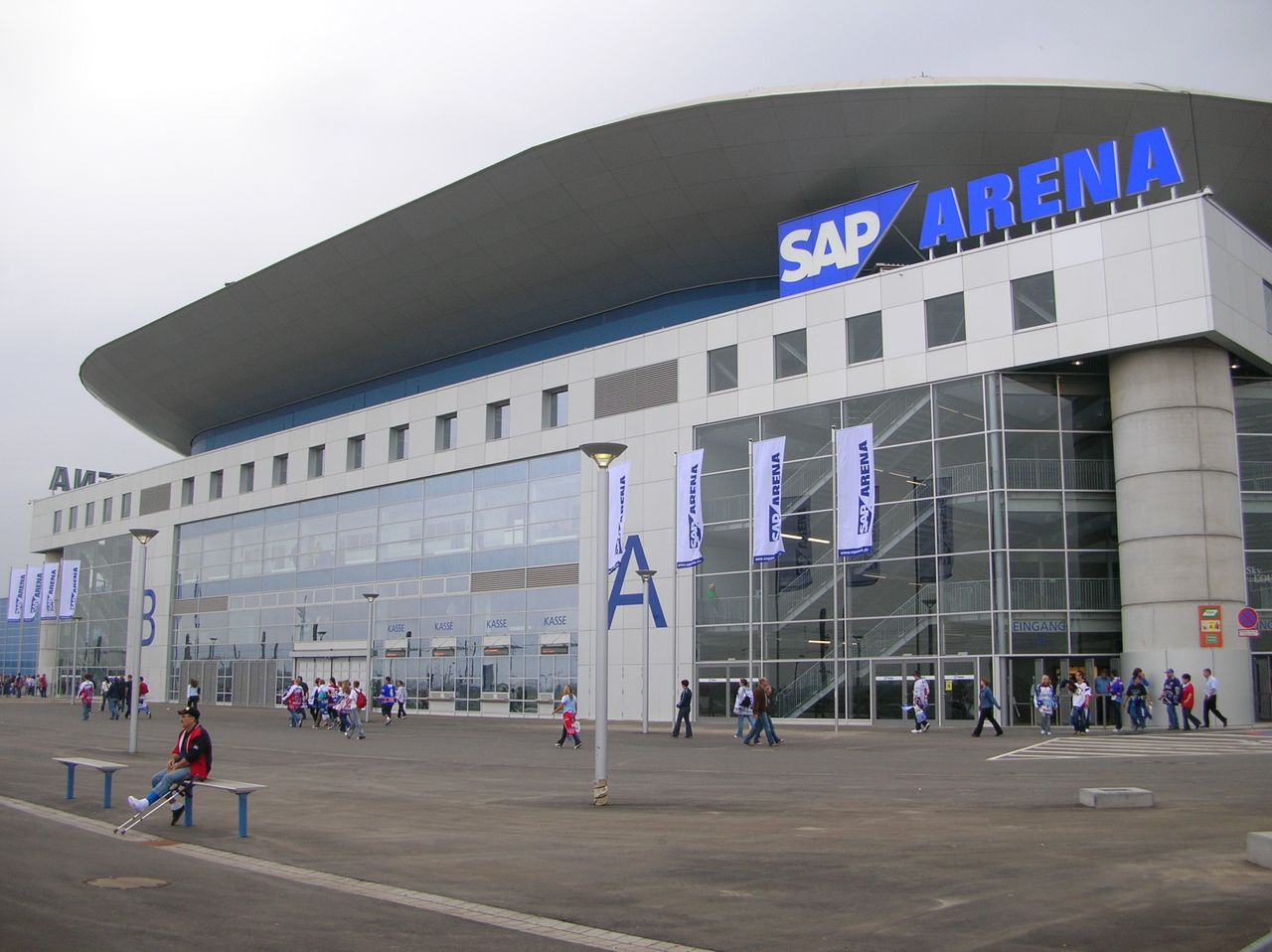
SAP Arena

Après des années de débats stériles sur la construction d'un nouveau stade, l'homme d'affaires Dietmar Hopp finance la construction d'un stade polyvalent. Il propose à la ville un prêt sans intérêt de 70 millions d'euros sur 30 ans après lequel la ville deviendra propriétaire du bâtiment. Les travaux ainsi que ceux de deux autres gymnases commencent en 2004 à l'est de Mannheim. Le dernier match à avoir lieu à Friedrichspark est le 17 avril 2005 la défaite en finale des play-offs contre les Eisbären Berlin. Une semaine après est organisée une fête d'adieu « Bye bye Friedrichspark » avec deux matchs regroupant les meilleurs joueurs de 1994 à 1999 contre ceux de 2000 à 2005 puis l'équipe championne en 1980 contre les précédents. Le 21 août 2005 a lieu le premier match dans la SAP-Arena, un match amical contre Cologne. L'inauguration se fait le 6 septembre avec un match contre une sélection de joueurs du championnat allemand. Deux jours après, c'est le premier match de compétition contre Düsseldorf, une victoire de Mannheim Adler 6 à 5 aux penaltys.

## Culture

### Fans et rivalités

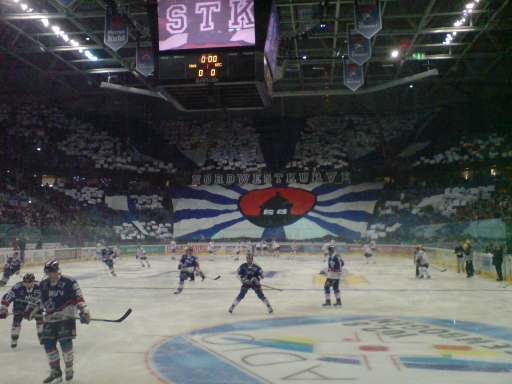
Tifo des fans de Mannheim Adler

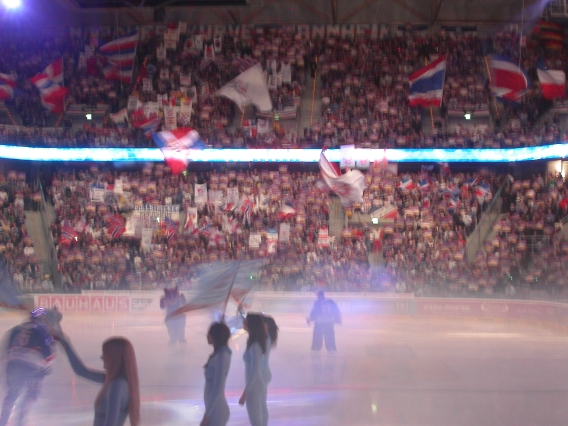
Les fans de Mannheim Adler

Les Aigles de Mannheim compte actuellement 41 clubs de fans, regroupant 1 100 personnes. Les clubs se trouvent à Mannheim et dans tout le sud de l'Allemagne. Pour une meilleure coordination de leurs activités, les clubs créent une fédération d'initiative populaire Die Blau-Weiß-Roten. Depuis plusieurs années un joueur des Adlers, ancien ou actuel, prend en charge le « parrainage » de ces clubs. Lors des matchs à domicile, les fans se tiennent debout dans l'angle Nord-Ouest de la SAP-Arena.

### Partenariats
En juin 2004 Adler Mannheim conclut un partenariat avec Heilbronner Falken, en division 2. Ils partagent les mêmes installations d'entraînement physique et des gardiens et pratiquent l'échange de jeunes joueurs de moins de 25 ans selon la règle allemande de la double licence. À la saison 2006/2007, l'accord d'échange s'étend entre les clubs de niveau amateur.
La coopération entre Mannheim et Heilbronn s'étend aussi à l'identité visuelle. Les maillots utilisent le même symbole du rapace, les mêmes couleurs. En outre, le magazine est commun aux deux clubs.
De plus Adler Mannheim et Heilbronner Falken se servent de mêmes accords avec la NHL, par lesquels les jeunes joueurs des universités américaines ou de ECHL peuvent être engagés en priorité et des joueurs allemands se rendre en Amérique sous des contrats simplifiés. En mai 2009, de tels accords sont rédigés entre Mannheim et les Maple Leafs de Toronto.
En 2007, une coopération a lieu entre le club de hockey et les Mannheim Tornados, le club de baseball engagé dans le Championnat d'Allemagne de baseball. Les détenteurs d'un billet du match de hockey peuvent se rendre gratuitement au match de baseball.
La radio locale Radio Regenbogen retransmet depuis la saison 2008/09 dans le cadre d'un partenariat média tous les matchs de Adler Mannheim en intégralité sur la web radio du site Internet du club.

### Engagement social
Adler Mannheim et ses fans s'engagent souvent et soutiennent notamment l'association de l'ancien gardien Mike Rosati, « Rosys Kids Corner » qui collecte des fonds pour la recherche contre la leucémie. Chaque année, les Alders organisent un match dont les bénéfices et les collectes vont à celle-ci. En 2008, cent mille euros ont pu être récoltés.
Au moment de Noël, comme en Amérique, est organisé après le match un teddy bear toss, un lancer d'ours en peluche sur la glace de la patinoire ramassés à destination d'associations caritatives
Depuis la saison 2006/2007, un partenariat a lieu entre le club et des écoles de la région. Les joueurs anglophones se rendent dans les établissements partenaires pour des discussions en anglais et en allemand. Avec la Kriminalpolizei, le club collabore à une opération « Mets la drogue hors de la glace. »

### Mascotte
La mascotte traditionnelle du Mannheim ERC est l'aigle qui servira au nouveau club professionnel. Le merchandising officiel s'appuie sur ce symbole. La mascotte de la SAP-Arena se fait baptiser « Udo » après un concours organisé dans les écoles.
Lors des matches, quand les joueurs ne sont pas sur la glace, apparaît une personne costumée en hamster pour animer la salle.